# 克林克拉德
克林克拉德是德国石勒苏益格－荷尔斯泰因州的一个市镇。总面积7.40平方公里，总人口575人，其中男性285人，女性290人（2011年12月31日），人口密度78人/平方公里。